# Інститут Вільяма Алансона Вайта

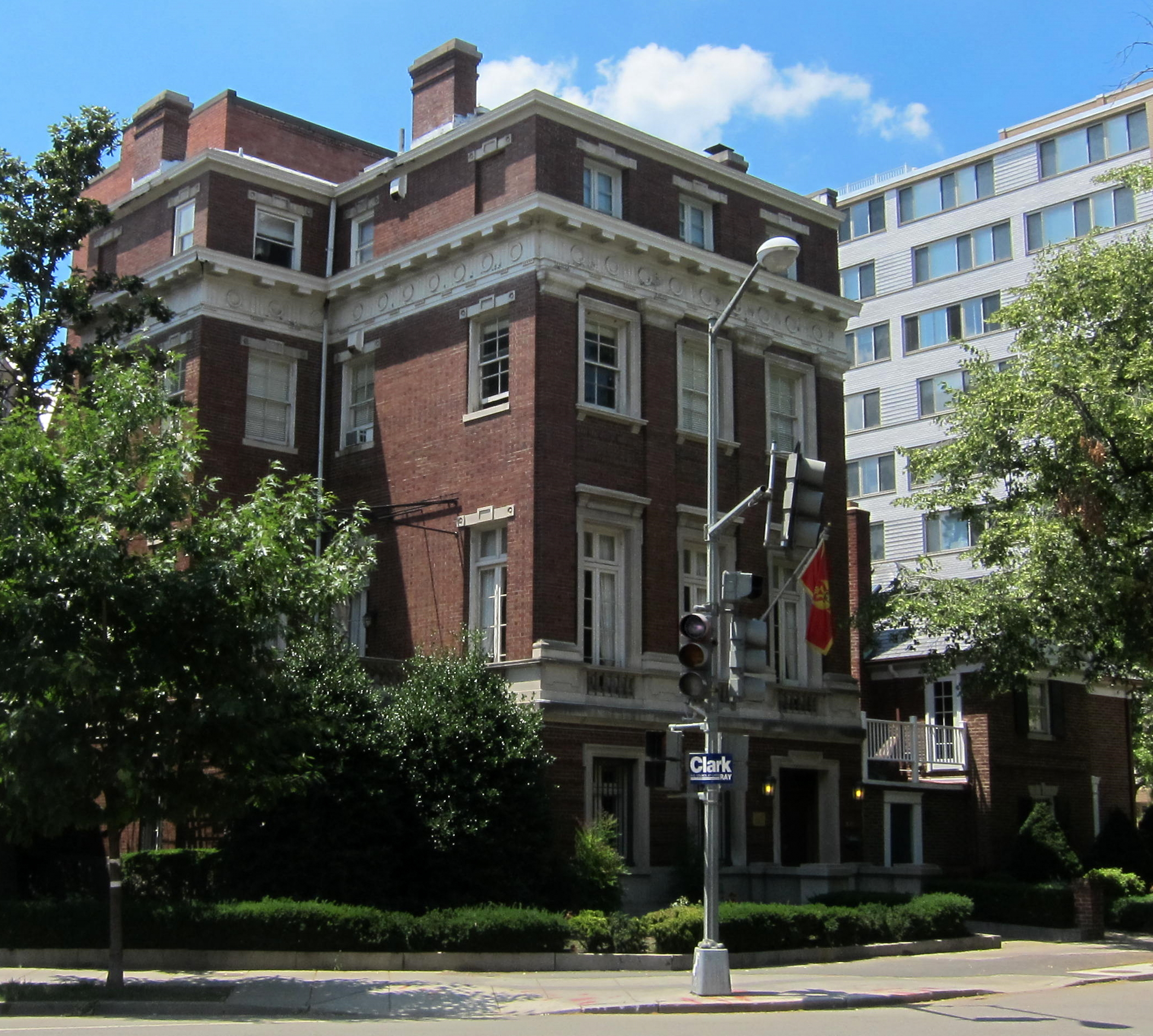

Інститут Вільяма Алансона Вайта (WAWI), заснований у 1943 році, є навчальним закладом для підготовки психоаналітиків і психотерапевтів, який також пропонує загальну психотерапію та психоаналіз. Він розташований у Нью-Йорку, США, на Верхньому Вест-Сайді, у будівлі Клари Томпсон. Він був заснований як протест проти основної течії американської психоаналітичної думки, яку психоаналітики, які заснували інститут, вважали стерильною, догматичною та обмеженою. WAWI відрізняється від основного психоаналізу своїм міжособистісним підходом до терапії, коли терапевт активно цікавиться життям пацієнта та інвестує в його благополуччя. WAWI також пропонує безперервну освіту через конференції, лекції та симпозіуми, а також видає журнал Contemporary Psychoanalysis.

## Фон
Вільям Алансон Вайт був американським психіатром, який став керівником «Урядової лікарні для божевільних», пізніше названої лікарнею Св. Єлизавети, у Вашингтоні, округ Колумбія. Він був відомий гуманізацією лікування психічно хворих, усуненням обмежень і пропонував пацієнтам трудотерапію. Засновниками WAWI є Еріх Фромм і Клара Томпсон, до яких приєдналися Гаррі Стек Салліван, Фріда Фромм-Райхманн, Девід Ріох і Джанет Ріох.
WAWI займає безсоромну прогресивну політичну позицію з багатьох питань. Він підкреслює психоаналітичну активність у зв'язку з питаннями, важливими для культури та суспільства, і розглядає проблеми життя, які вважаються поза рамками класичного психоаналізу. На WAWI сильний вплив справила робота Шандора Ференці, члена найближчого оточення Фрейда, який започаткував автентичне використання аналітиком себе в консультаційній кімнаті, наголошуючи на взаємності стосунків між терапевтом і клієнтом.

## Досягнення
У 2001 році Американське психоаналітичне товариство вручило свою першу нагороду «Психоаналітична громадська клініка року» клінічній службі Інституту Вільяма Алансона Вайта. WAWI видає журнал Contemporary Psychoanalysis. Журнал повідомляє про прогрес у застосуванні психотерапії та психоаналізу до депресії, розладів особистості, конфліктів щодо статі та гендеру та інших психологічних проблем.